# 力盛体育
力盛云动（上海）体育科技股份有限公司（英語：Lisheng Sports (Shanghai) Co.,Ltd.，深交所：002858，简称：力盛体育），前称上海力盛赛车文化股份有限公司，是一家总部设在上海的上市公司。公司于2002年10月16日成立，并于2017年3月24日上市。其主营业务为汽车运动，承办CTCC中国房车锦标赛、华夏赛车大奖赛等多项汽车赛事，运营上海天马赛车场、广东国际赛车场等多家赛车场，并拥有上汽大众333车队、蔚来333电动方程式车队等赛车队。2022年6月，公司更为现时名称。